# Rocky Mountain Fur Company
Rocky Mountain Fur Company var ett pälshandelsföretag som bildades i St. Louis 1822 av William Henry Ashley och Andrew Henry. De annonserade i stadens tidningar om 100 "företagsamma unga män … för att följa Missourifloden till dess källa". Bland de som anställdes var Jedediah Smith, William Sublette och David Jackson vilka 1826 övertog bolaget. Bland kända Mountain men som var anställda av företaget märks Jim Beckwourth, Jim Bridger och Kit Carson.

## Företagsstrategi
Strategin bakom det nya företaget utformades av Andrew Henry och gick ut på att inte använda indianer som mellanhänder.  Rocky Mountain Fur Company skulle i stället utrusta och skicka ut vita pälsjägare, vars fångst skulle köpas upp vid årligen bestämda mötesplatser - rendezvous. På detta sätt skulle inte bara indianerna elimineras från pälshandeln, utan även handelsfaktoriet. Arikarakriget gjorde att bolagsmännen övergav sina planer på att använda Missourifloden som kommunikationsled och istället satsade man på landvägen till Klippiga Bergen.

## Rivalitet
Rocky Mountain Fur Company var en rival till Hudson's Bay Company (HBC) och till John Jacob Astors American Fur Company. Bolaget förlade regelbundet sina rendezvous nära en av HBC:s handelsfaktorier, för att avleda den indianska handeln och deras pälsjägare gav sig in på vad som betraktades som HBC:s territorium vid Snake River, Umpqua River och Rogue River.

## Pälshandelns nedgång
Pälshandelns nedgång på 1830-talet och HBC:s strategi att genom prisdumpning konkurrera ut de amerikanska bolagen i Klippiga Bergen gjorde att Rocky Mountain Fur Company lades ner 1833.